# Marc García
Marc García Renom, plus couramment appelé Chiqui, né le 21 mars 1988 à Andorre-la-Vieille, est un footballeur international andorran qui évolue au poste de défenseur avec le club espagnol du CE Granollers.

## Biographie
Né à Andorre-la-Vieille, Chiqui réalise l'intégralité de sa carrière dans des clubs espagnols de divisions inférieures (quatrième division principalement).
Chiqui fait ses débuts avec l'équipe d'Andorre le 29 mai 2010, lors d'un match amical contre l'Islande qui se solde par une défaite (4-0 à Reykjavik).
Il participe avec l'équipe d'Andorre, aux éliminatoires de l'Euro 2012, aux éliminatoires du mondial 2014, aux éliminatoires de l'Euro 2016, et enfin aux éliminatoires du mondial 2018.